# Youri Makoveychuk
Youri Makoveychuk (en ukrainien : Юрій Маковейчук) est un artiste-peintre et cinéaste américain travaillant dans le domaine de l'animation de mannequins.

## Biographie
Makoveychuk est né à Kiev, en Ukraine, en 1961. Il s'installe à Philadelphie en 1990, puis à New York. Il étudie l'art à l'école d'État Shevchenko des beaux-arts de Kiev (parmi ses camarades de classe figuraient également Roman Turovsky et Alina Panova). Il poursuit ensuite ses études d'art à l'Académie d'État des arts de Kiev (BFA) et à l'Art Institute of Philadelphia (MFA).

## Carrière

### Peintre
- Exposition "Designing Intelligence" (Florida Atlantic University)[1].

### Réalisateur
Makoveychuk a produit deux longs métrages d'animation, Radioman (en 1999) et The Institute (en 2003). Ainsi, "Radioman" a remporté le prix du festival d'animation de Parme.

### Scénographe
Makoveychuk a participé (en qualité de concepteur de production) à de nombreuses productions cinématographiques et télévisuelles indépendantes en Europe, notamment au film norvégien ICEKISS de 2008, ainsi qu'aux films Trois Mousquetaires et Twelve Chairs, et aux décors des spectacles de Maria Burmaka et Verka Serduchka,. Il a également été actif en tant que scénographe (entre autres les films Great Expectations, Godzilla, As Good As It Gets, DeviI's Advocate)

## Filmographie
- 1999 : Radioman
- 2003 : The Institute